# Ignaz von Olfers

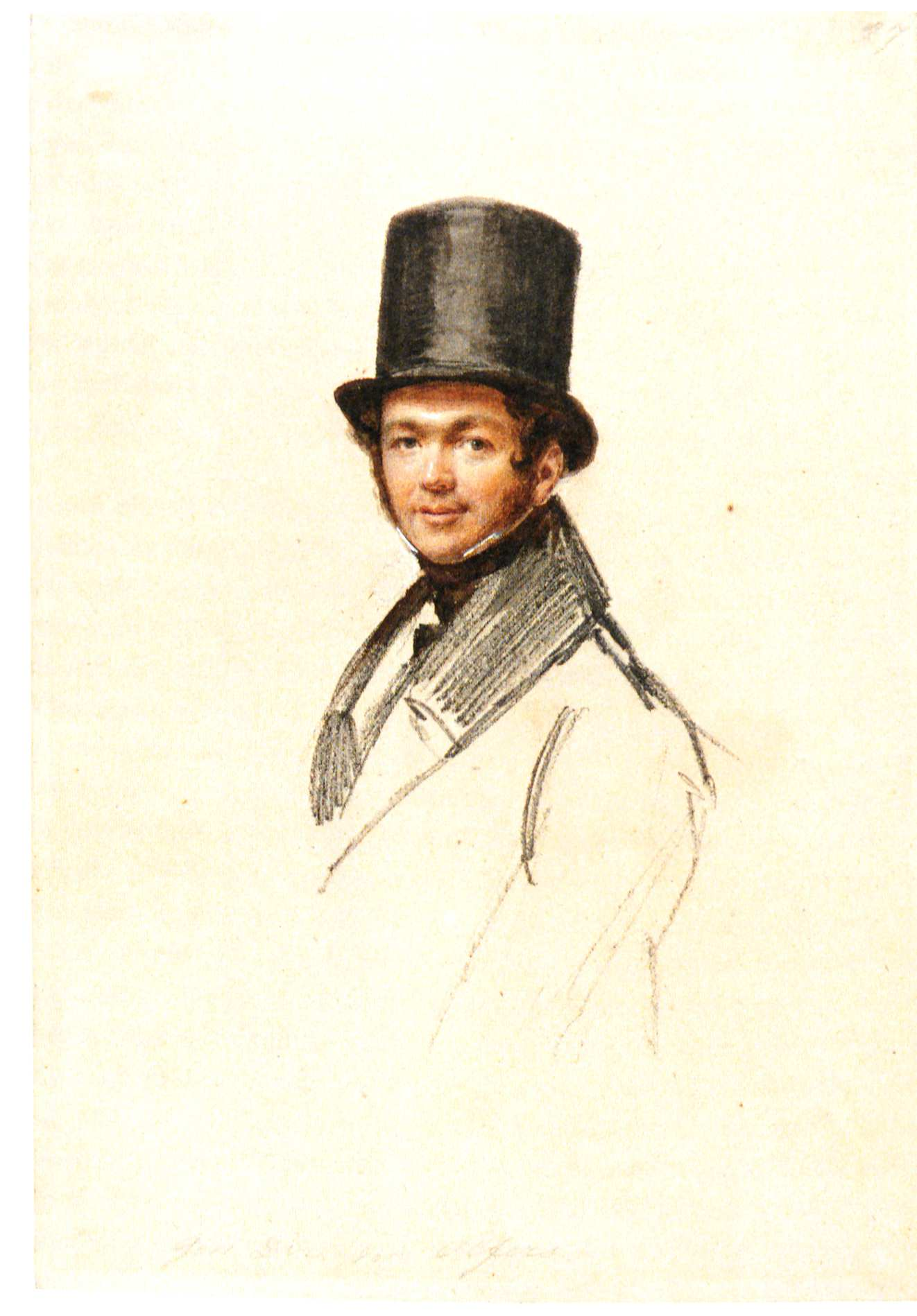
Franz Krüger: Ignaz von Olfers (1830)

Ignaz von Olfers (* 30. August 1793 in Münster; † 23. April 1872 in Berlin) war ein deutscher Naturwissenschaftler und  Diplomat. Zuletzt war er Generaldirektor der Königlichen Museen zu Berlin.

## Herkunft
Er war der Sohn des Hofrats Franz Theodor von Olfers und der Marie Elisabeth von Lindenkampf (1763–1848). Benedikt von Olfers (1800–1876) und Johann Heinrich von Olfers (1791–1855) waren seine Brüder.

## Leben
Ignaz von Olfers studierte 1812–1815 an der Georg-August-Universität Göttingen Medizin, Naturwissenschaften und Sprachkunde. 1816 trat er in den preußischen Staatsdienst ein und begleitete als Legionssekretär die preußische Gesandtschaft unter Johann Friedrich August von Flemming nach Rio de Janeiro. Nach seiner Ernennung zum Legationsrat war er in den preußischen Gesandtschaften in Lissabon und Neapel tätig. Nach einem längeren Aufenthalt in Brasilien, dem naturwissenschaftliche Forschungen zugrunde lagen, wurde er 1831 preußischer Gesandter in Bern. Im Jahr 1836 wurde er in die Deutsche Akademie der Naturforscher Leopoldina gewählt.
Auf Vermittlung von Wilhelm von Humboldt und dessen Bruder Alexander von Humboldt wurde Ignaz von Olfers 1839 zum Generaldirektor der Königlichen Museen zu Berlin ernannt. Er war einer der engsten Vertrauten von Friedrich Wilhelm IV. Für ihn war er neben Alexander von Humboldt wichtigster Verbindungsmann zu den Naturwissenschaften und den Schönen Künsten. Olfers plante und entwarf mit Friedrich August Stüler den Umbau der Museumsinsel (Berlin).
1854 wurde Olfers Ehrenmitglied des 1853 gegründeten Katholischen Lesevereins Berlin (jetzt KStV Askania-Burgundia Berlin), der ersten Korporation im Kartellverband.
1856 wurde er zum Ehrenmitglied der Bayerischen Akademie der Wissenschaften ernannt. Seit 1826 war er korrespondierendes und seit 1837 ordentliches Mitglied der Preußischen Akademie der Wissenschaften.
In den 35 Jahren seiner Amtstätigkeit hatte Olfers mit den einzelnen Abteilungen keinen Verkehr. Als strenger Katholik duldete er nicht, dass Wilhelm von Kaulbachs Monumentalgemälde „Das Zeitalter der Reformation“ (1864) ins repräsentative Treppenhaus des Neuen Museums gehängt wurde. Infolge der Auseinandersetzung über die von ihm angeordnete fehlerhafte Restauration eines Bildes von Andrea del Sarto, über die der Direktor der Königlichen Gemäldegalerie Gustav Friedrich Waagen nicht informiert worden war, verlor Olfers seine Stellung, durfte aber seine Dienstwohnung mietfrei beibehalten. Im Anschluss wurden die Befugnisse der Generalintendanz durch Ministerial-Instruktionen eingeschränkt.
1869 erlitt Olfers einen Schlaganfall, der ihm die Bewegungsfreiheit nahm. Ofers verstarb 1872 in Berlin und wurde auf dem dortigen St.-Hedwig-Friedhof an der Liesenstraße bestattet. Das Grabmal ist nicht erhalten.

Zeichnungen aus der Expedition mit Friedrich Sellow
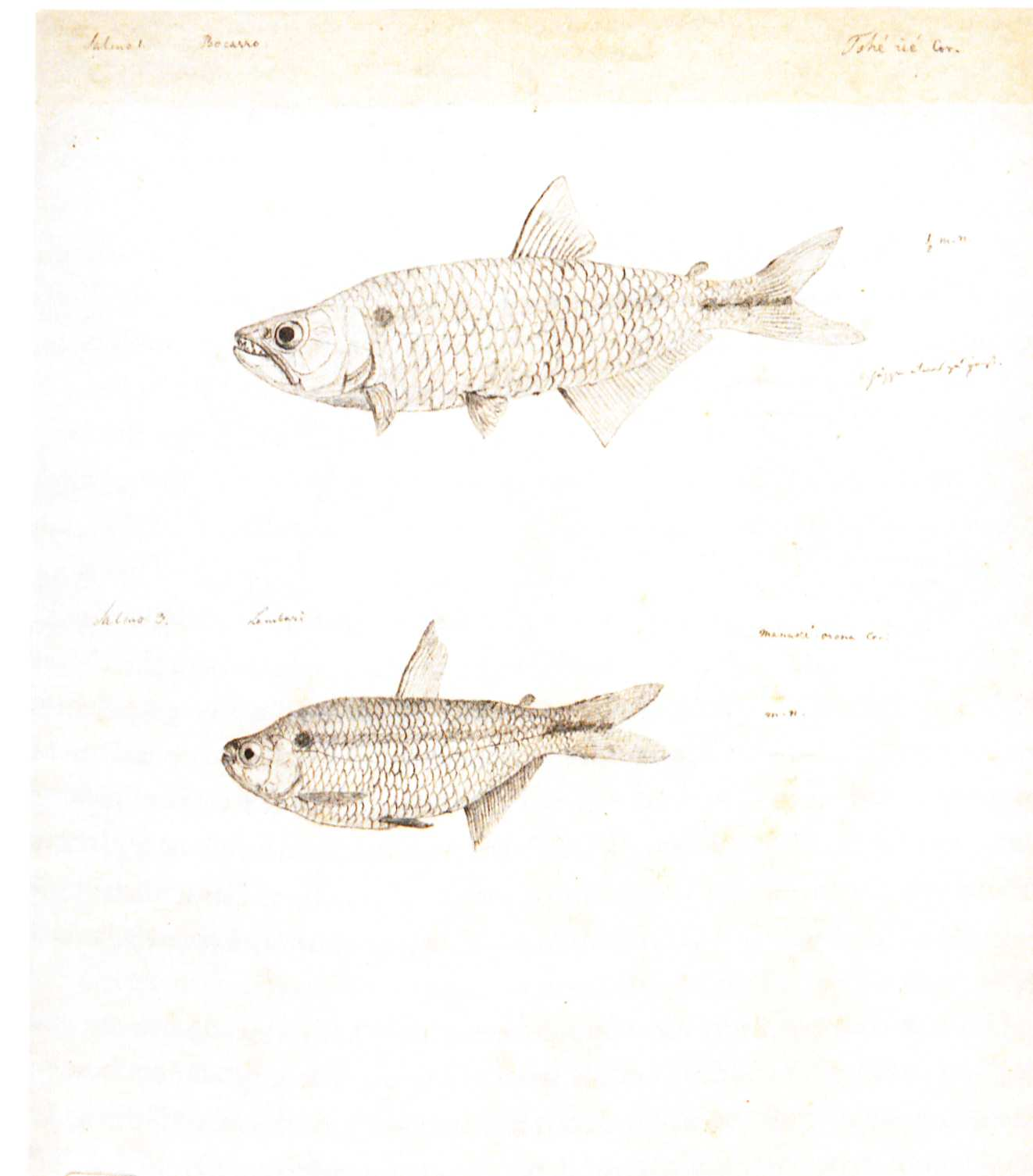
Characiformes
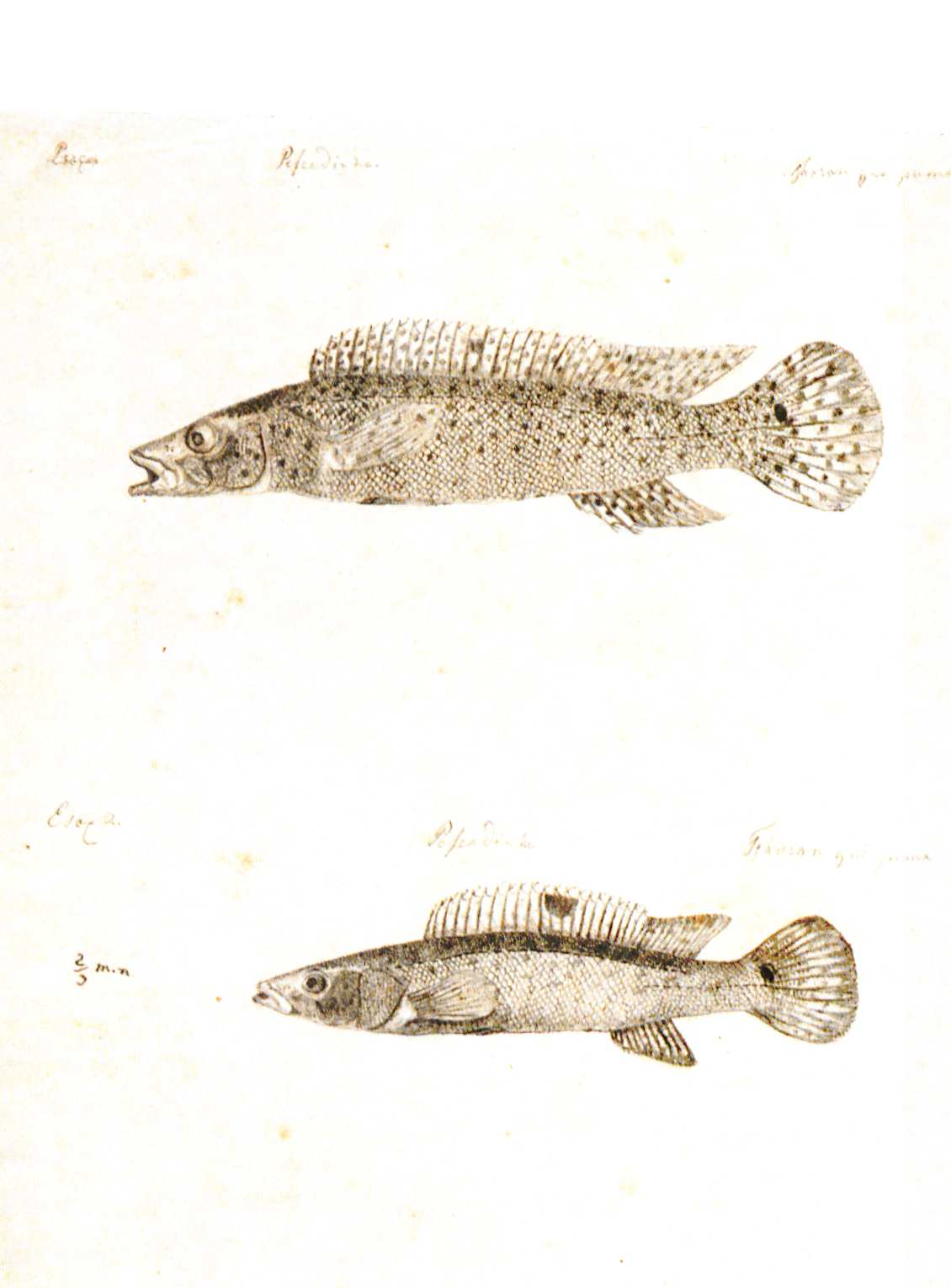
Crenicichla punctata
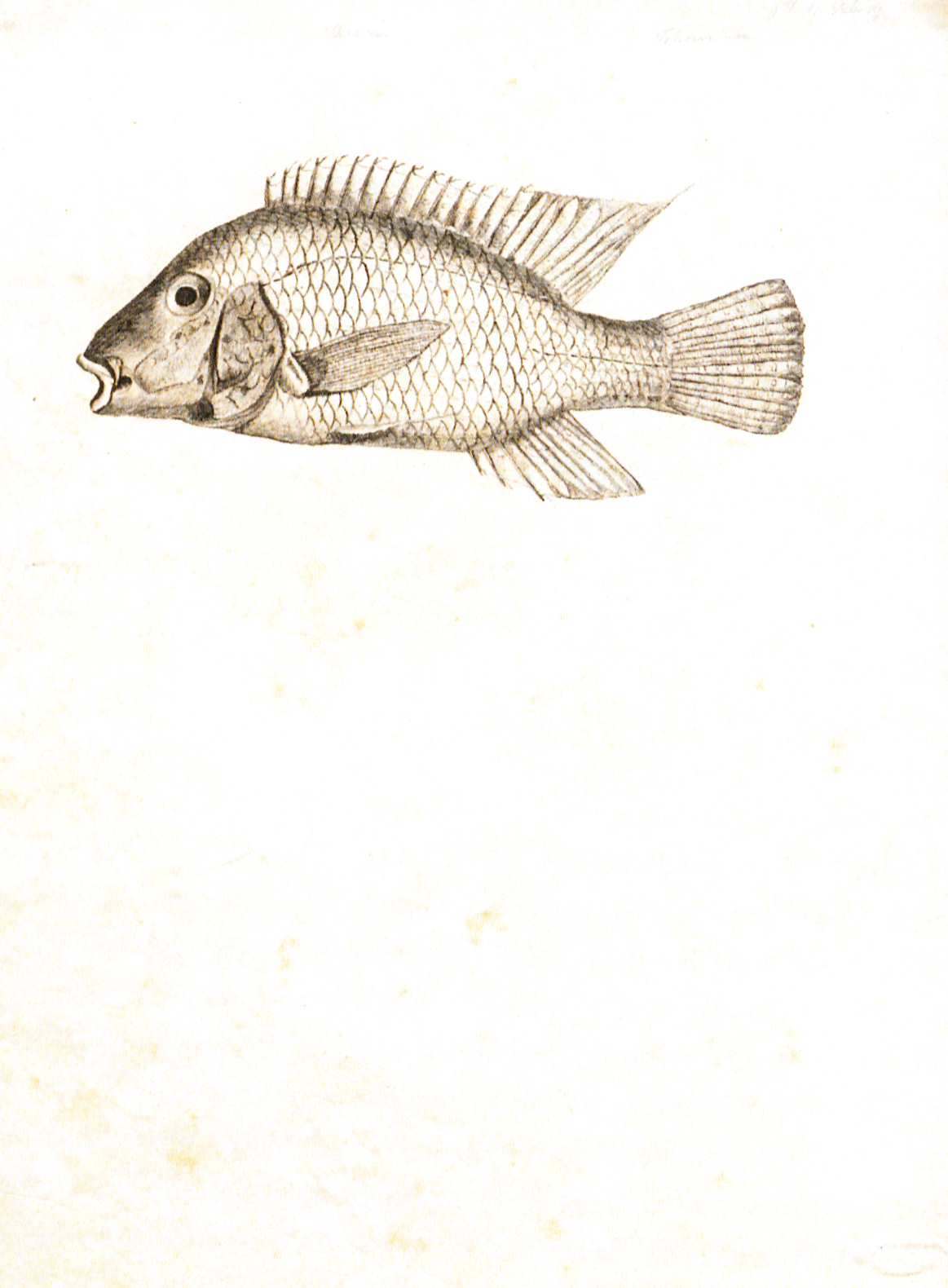
Geophagus brasiliensis
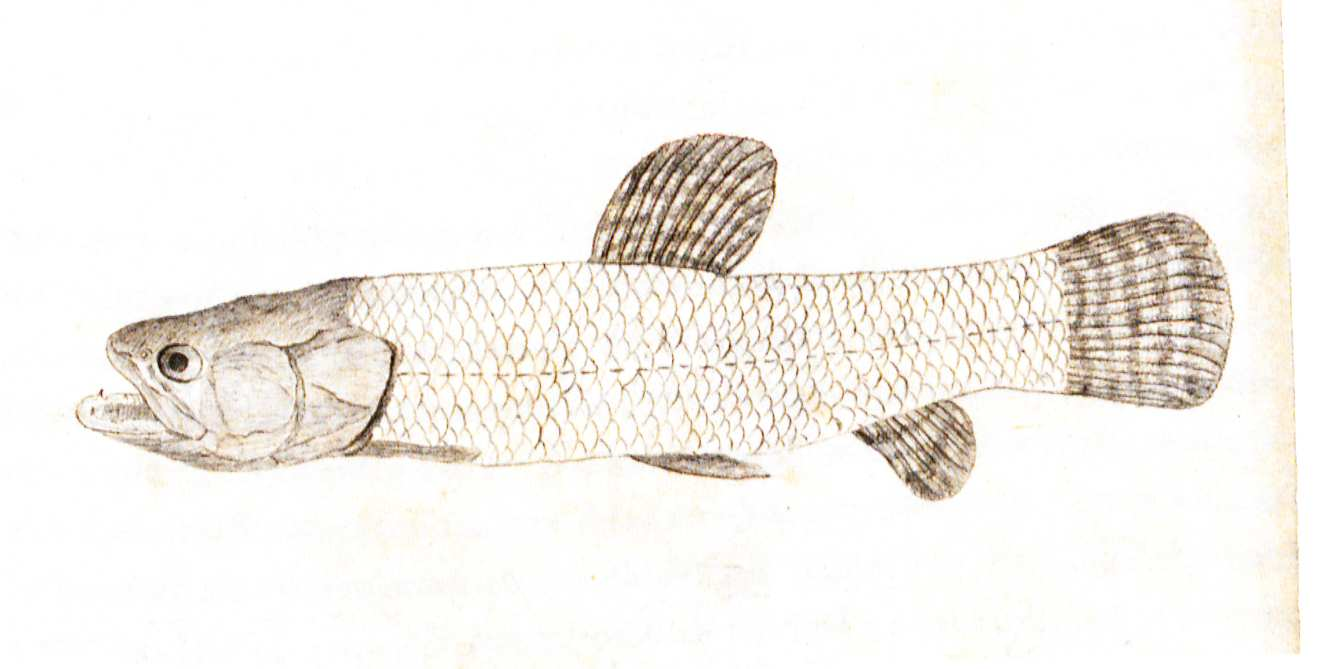
Hoplias malabaricus

## Familie
Er heiratete am 3. Dezember 1823 in Berlin die Protestantin Hedwig von Staegemann (1799–1891), die Tochter des Dichterjuristen und Preußischen Staatsrates Friedrich August von Staegemann (1763–1840) und der Elisabeth Fischer gesch. Graun (1761–1835).
Der Ehe entstammen vier Kinder:
- Johanna (Nina) (1824–1901) ⚭ Hans David Ludwig Yorck von Wartenburg (1805–1865)
- Marie (1826–1924), Dichterin
- Hedwig (1829–1919) ⚭ Heinrich Abeken (1809–1872)
- Ernst Friedrich Franz Gustav Maria (1840–1915), Sanitätsrat, Herr auf Metgethen

⚭ 1869 Baronin Angela Pia Franziska Behr (* 21. März 1850; † 16. Juni 1875)
⚭ 1877 Baronin Olga Maria Bertha Behr (* 22. Januar 1859), Eltern von Sibylle von Olfers

## Sonstiges
In den Kösener Korps-Listen von 1910 ist er aufgeführt als „v. Olfers, Ign., Generaldirektor a. D. der kgl. Museen, Wirkl. Geh. Rat, Berlin. † 1872“. Demnach war er seit 1819 Mitglied des Corps Guestphalia Heidelberg (II).